# Some Girls (canção de Rachel Stevens)
Some Girls é um single da cantora pop britânica Rachel Stevens para o álbum Funky Dory, sendo o primeiro para a versão relançada do álbum. O single foi lançado em 12 de julho de 2004 e foi o mais vendido da carreira da cantora, recebendo boas críticas e aceitação da mídia. A canção, que alcançou o segundo lugar no Reino Unido, vendeu ao total 275,000 em todo o mundo. A canção ainda entrou para o Best Pop Record of 2004, a lista dos melhores singles lançados em 2004.

## Informações
Some Girls foi escrita pelo produtor Richard X e compositora Hannah Robinson. Eles passaram vários dias trabalhando na canção, visando o grupo Girls Aloud para grava-la. Warp Records e Simon Fuller souberam da canção e contataram Richard X para pedir que ele cedesse a canção para Geri Halliwell ou para Rachel Stevens para ser gravada. O produtor concordou em ter a cantora Rachel Stevens como promissora da canção, que depois foi usada também por Richard Curtis para o Sport Relief 2004, o qual surpreendeu aos compositores por Sport ter escolhido uma canção tão sexualmente sugestivas. Quando Geri Halliwell soube que a canção havia sido cedida para Rachel Stevens e não para ela, a cantora ela se trancou em seu carro em uma tentativa de mudar as suas mentes. O rescalque da decisão para a Rachel Stevens gravar a canção se tornou o tema de outra canção escrita por Richard X e Robinson, "Me Plus One", do álbum de Annie's 2004 Anniemal.
A letra de Some Girls, descreve os sonhos de uma cantora pop de estrelato. Ela acaba por ir para a cama com um homem prometendo torná-la uma estrela. Rachel Stevens afirmou que ela não tinha interpretado a letra a ser sobre sexo oral quando ela gravou a canção.  Richard X explicou que ele queria ilustrar como a indústria da música trata as pessoas, para que ele e Robinson com algumas das linhas da canção mostrassem isso.
A canção utiliza sintetizadores "icy" em seu som.  O sintetizador utilizado foi um sintetizador Fairlight, anteriormente usado pelo grupo pop do Thompson Twins. Ele também foi utilizado pelo alemão Schaffel, popularizado pelo glam rock. Nota-se também semelhanças entre o Some Girls e a música glam a mais recente electrónica,Goldfrapp, do álbum Black Cherry.

## Recepção e Crítica
Some Girls recebeu críticas positivas dos críticos de música da PopMatters, que incluíram o single na "Best of 2004 ", seleção das melhores canções lançadas naquele ano. Adrien Begrand comentou que "Rachel Stevens não precisaria ter voz para falar, pois ela já marcou seu espaço na música pop com seu single "Some Girls", em que o sempre astuto Richard X descaradamente sequestra uma batida contagiante". O crítico alemão, Schaffel, disse que a batida da canção "não sai de sua cabeça"
Em sua crítica para o Guardian, Alexis Petridis referiu-se a canção como "notável" para transformar em sólida a carreira de Rachel Stevens. Kelefa Sanneh do The New York Times afirmou que a produção de Richard X permitiu uma magnitude nos vocais da cantora.
Nick Stylus, do Magazine's Southall elogiou o refrão da canção e disse que "aspira-se uma batida deliciosamente sexy" e que "a melodia tem fôlego e torna-se própria". Já o Pitchfork Media listou a canção como vigésimo quarto em seu "Top 50 Singles of 2004", lista dos melhoes singles de 2004. Na mesma linha, a canção entrou para o "Top 500 Songs of the 2000's ", de Scott Plagenhoef, em #258, na qual foi elogiada pela sua produção.

## Desempenho Comercial
Some Girls foi bem sucedido comercialmente. O single estreou em segundo lugar no UK Singles Chart, a canção "Lola's Theme" da banda Shapeshifters manteve o primeiro lugar. A letra da canção fala sobre um cantor irritado cujo "sonho de ser o número deveria durar para sempre", mas não acontece.
O The Guardian observou que o desempenho gráfico da canção era "como se [fosse] seguir um script". Já a BBC Radio acrescentou Some Girls para sua lista C de canções no final de junho de 2004, e no início de julho, a canção já havia subido para a lista B.
A canção rapidamente estourou em rádios e foi a música mais tocada na semana de 24 de Julho de 2004. O single permaneceu no UK Singles Chart durante doze semanas, terminando o ano como o quadragésimo single mais vendido no Reino Unido.
Devido ao sucesso de Some Girls, o relançamento do álbum Funky Dory entrou na parada britânica em número treze, em agosto de 2004, vendendo 14.561 cópias somente em sua primeira semana.O disco atingiu o número treze depois de quatro semanas, e permaneceu na parada por um total de doze semanas.

## Vídeoclipe
O videoclipe do single foi produzido por Richard Curtis e dirigido por Paul Weiland. Ele foi filmado no Borough Market, sul de Londres. As atletas Colin Jackson, Pat Cash, e Audley Harrison fazer aparições no vídeo da música. O vídeo recebeu rapida execução na MTV Hits e The Box.
O vídeo abre com tiros de um esgoto úmido subterrâneo. A cantora e um grupo de mulheres passeiam pela esgoto e colocam óculos antes de sair de bueiros e poços. Uma grande multidão de mulheres, levadas por Rachel Stevens, desfilam pelas ruas como os homens observam o espetáculo. As mulheres começam a pulverização uns aos outros com garrafas de água, antes do retorno para o esgoto. Durante o vídeo, seqüências de Stevens e um grupo de dançarinos no esgoto são mostrados.

## Formatos
- Europe CD single

1. "Some Girls" – 3:33
2. "Spin That Bottle" – 3:23
3. "Some Girls" (The Sharp Boys Hot Fridge vocal) – 8:35
4. "Some Girls" (CD-ROM video)

- Single Remix

1. "Some Girls" (Richard X Extended Mix)
2. "Some Girls" (Europa XL Dub)
3. "Some Girls" (Europa XL Vocal Mix)

## Posições
| Paradas (2004)                        | Melhor posição |
| ------------------------------------- | -------------- |
| Argentina - Hot 45 Singles            | 6              |
| Brasil - Hot 100 Singles              | 1              |
| União Europeia -Eurochart Hot 100     | 4              |
| Hong Kong - Hot 100                   | 2              |
| Irlanda - Hot 50 Singles              | 13             |
| Reino Unido - UK Singles Charts (OCC) | 2              |
| Reino Unido - iTunes UK               | 1              |
| Reino Unido - Dance Club Play         | 5              |
| Mundo                                 | 53             |